# Grabensystem Drömling
Grabensystem Drömling este o arie protejată (arie specială de conservare — SAC, sit de importanță comunitară — SCI) din Germania întinsă pe o suprafață de 779 ha, integral pe uscat.

## Localizare
Centrul sitului Grabensystem Drömling este situat la coordonatele 52°28′03″N 11°07′39″E / 52.4675°N 11.1275°E.

## Înființare
Situl Grabensystem Drömling a fost declarat sit de importanță comunitară în octombrie 2000 pentru a proteja 9 specii de animale. Situl a fost protejat și ca arie specială de conservare în aprilie 2016.

## Biodiversitate
Situată în ecoregiunea atlantică, aria protejată conține 2 habitate naturale: Cursuri de apă de la nivel de câmpie la nivel montan, cu vegetație Ranunculion fluitantis și Callitricho-Batrachion, Liziere de ierburi înalte hidrofile de câmpie și de nivel montan până la alpin.
La baza desemnării sitului se află mai multe specii protejate:
- amfibieni (1): triton cu creastă (Triturus cristatus)
- mamifere (4): liliac cârn (Barbastella barbastellus), castor (Castor fiber), vidră de râu (Lutra lutra), liliac comun (Myotis myotis)
- nevertebrate (2): rădașcă (Lucanus cervus), Vertigo angustior
- pești (2): țipar (Misgurnus fossilis), boarță (Rhodeus amarus)

Pe lângă speciile protejate, pe teritoriul sitului au mai fost identificate 5 specii de plante, 7 specii de amfibieni, 6 specii de mamifere, 2 specii de nevertebrate, 7 specii de pești, 3 specii de reptile.